# Bernd Gorski
Bernd Gorski (* 4. Oktober 1959 in Hamburg) ist ein ehemaliger deutscher Fußballspieler.

## Laufbahn
Gorski spielte als Jugendlicher ab 1969 bei Vorwärts Billstedt, bis 1976 beim VfL Lohbrügge und dann beim FC St. Pauli. Er bestritt fünf B-Jugend-Länderspiele. Als A-Jugendlicher absolvierte Gorski 1977 und 1978 zwölf Jugendländerspiele und nahm mit der DFB-Mannschaft auch an den zwei UEFA-Turnieren dieser Jahre an der Seite der Mitspieler Walter Junghans und Bernd Schuster teil.
Für die Saison 1978/79 holte der Hamburger SV den damals 18-jährigen Gorski vom Stadtrivalen FC St. Pauli zusammen mit den weiteren Neuzugängen Jimmy Hartwig, Horst Hrubesch, Hans-Günther Plücken und Bernd Wehmeyer. Gegen die starke Konkurrenz tat Gorski sich unter Trainer Branko Zebec allerdings schwer. Im Oktober 1978 zeigte Zweitligist Holstein Kiel Interesse, Gorski und andere HSV-Nachwuchsspieler auszuleihen, was letztlich jedoch nicht vollzogen wurde. Der neue DFB-Trainer Berti Vogts lud ihn im September 1979 zu einem Lehrgang der bundesdeutschen Juniorennationalmannschaft ein, nachdem Gorskis HSV-Mannschaftskamerad Kevin Keegan Vogts den Spieler empfohlen hatte. Im Oktober 1979 verließ er Hamburg nach einem Bundesligaeinsatz in Richtung Hannover 96 (2. Bundesliga). Die Niedersachsen zahlten eine Ablösesumme in Höhe von 100 000 D-Mark.
Mit Trainer Diethelm Ferner und den Mitspielern Peter Anders, Jürgen Rynio, Karl-Heinz Mrosko und Dieter Schatzschneider wurde 1979/80 der dritte Platz belegt. Von 1979 bis 1984 absolvierte der Defensivspieler für die „Roten“ 168 Zweitligaspiele und erzielte dabei 15 Tore. Von 1979 bis 1980 kam er zu vier Einsätzen in der DFB-Auswahl U 21. Zur Runde 1984/85 nahm er das Vertragsangebot von Eintracht Braunschweig an und kehrte in die 1. Bundesliga zurück. Unter den Trainern Aleksandar Ristić und Heinz Patzig absolvierte er an der Seite der Mitspieler Reinhold Hintermaier, Peter Lux und Ronald Worm 33 Spiele mit fünf Toren, als 18. der Abschlusstabelle stiegen die Braunschweiger jedoch in jener Saison ab. Gorski blieb auch in der 2. Fußball-Bundesliga bei der Eintracht und absolvierte von 1985 bis 1991 für die Blau-Gelben 156 Spiele und erzielte fünf Tore. Insgesamt wird er in der 2. Liga mit 324 Spielen und 20 Toren geführt. 
Von 7/1991 bis 6/1993 wirkte er als Spielertrainer beim TuS Paderborn-Neuhaus und wurde später Trainer beim FC Stuckenbrock. Von 1999 bis 4/2005 trainierte er den MTV Lauenstein, von 05/2006 bis zum 11/2008 betreute er als Trainer den SV Werl-Aspe in der Bezirksliga Staffel 01 bzw. in der Kreisliga A Lemgo. 2010 unterschrieb Gorski einen Zweijahresvertrag als Trainer beim Bielefelder Kreisligisten SV Ubbedissen 09. Dort blieb er bis einschließlich der Saison 2017/2018.

## Trivia
Gorski lebt in Paderborn. Er ist verheiratet mit der Tochter seines früheren Trainers Gerd Roggensack. Gorski ist hauptberuflich als selbstständiger Werbefachmann tätig.

## Erfolge
- 1979: Deutscher Meister